# Cláudio Chakmati
Cláudio Luis Chakmati (São Paulo, 23 de abril de 1964 – Tailândia, 17 de fevereiro de 1997) foi um ator, manipulador de bonecos e dublador brasileiro.

## Carreira
Natural de São Paulo, ficou conhecido por manipular bonecos em vários programas infantis da TV Cultura, como no seriado Castelo Rá-Tim-Bum (1994), quando foi o manipulador dos bonecos Mau e Porteiro. Cláudio também trabalhou em Bambalalão (1977), Rá-Tim-Bum (1990) e no Telecurso 2000 (1994).
Também participou da novela Éramos Seis (1994), exibida pelo SBT, e do seriado Agente G (1995), exibido pela Record. Em 1994, atuou na peça "Os Dez Mandamentos e o Jogo dos Sete Erros", com Grace Giannoukas.
No final de 1995, Cláudio se mudou para a ilha de Bali, na Indonésia. Em 17 de fevereiro de 1997, Cláudio foi encontrado morto em um quarto de um hotel em uma cidade no norte da Tailândia. A causa da morte foi uma parada cardíaca, embora existiram suspeitas de que sua morte teria sido ocasionada por uma overdose de heroína. Seu corpo foi sepultado no Cemitério do Araçá, em São Paulo.